# Savigné-sur-Lathan
Savigné-sur-Lathan è un comune francese di 1 380 abitanti situato nel dipartimento dell'Indre e Loira nella regione del Centro-Valle della Loira.

## Amministrazione

### Gemellaggi
Savigné-sur-Lathan è gemellata con:
- Meßstetten, Germania, dal 1984

## Società

### Evoluzione demografica
Abitanti censiti